# Djordan
Djordan (in bulgaro Джордан?, Džordan), pseudonimo di Jordan Asenov-Atanasov Metodiev (in bulgaro Йордан Асенов-Атанасов Методиев?; Sofia, 15 marzo 1987), è un cantante bulgaro.

## Biografia
Djordan, avvicinatosi al mondo musicale da piccolo, ha fatto il proprio debutto discografico con l'album in studio Samo moja (2007), riconosciuto con un premio Fen TV al miglior album e con quello all'album di debutto dell'anno dalla rivista Nov folk. Tre anni dopo è stato presentato un secondo disco di inediti, dal titolo Kakvo săm ti vinoven. L'artista ha in seguito tenuto concerti sia in Bulgaria che all'estero.
Nel novembre 2015 ha firmato un contratto con la Payner, etichetta sotto la quale sono stati pubblicati svariati singoli e brani di successo. K'ăv săm jak (2023), in stile čalga, è diventata la sua hit più popolare degli anni venti dopo aver totalizzato il maggior numero di stream di sempre per una canzone bulgara a livello nazionale su Spotify. L'anno successivo è stata diffusa Mi amor, un duetto con Dessita, che ha anch'esso riscosso ottimo successo sulle piattaforme digitali.

## Discografia

### Album in studio
- 2007 – Samo moja
- 2010 – Kakvo săm ti vinoven

### Raccolte
- 2025 – Djordan Hit Collection

### Singoli
- 2009 – Ti si ljubovta (con Stefani)
- 2010 – Ja povtori
- 2010 – Iska li ti se
- 2011 – Šte pravim li
- 2012 – Ot mojata usta (con Emanuela)
- 2012 – Kaži, če me ostavjaš
- 2012 – Poludej
- 2012 – Emanuela (con Emanuela)
- 2013 – Tănkite nešta
- 2013 – Pălno perde (con Emanuela)
- 2014 – Iskam nešto ot teb (con Andrea)
- 2015 – Vsičko s teb (feat. Monika Valerieva)
- 2016 – Na kolene
- 2016 – Mucuna
- 2016 – Zlatoto mi (feat. Desi Slava)
- 2016 – Smiram te (feat. Tedi Aleksandrova)
- 2017 – Ne te boli
- 2017 – Angelite plačat (con Desi Slava)
- 2018 – Na kolene
- 2018 – Marmalad
- 2019 – Ne si pravi truda
- 2019 – Zlatnijat medal
- 2019 – Bomba (con Danna)
- 2020 – Mercedes
- 2021 – Luda žena
- 2022 – Zaribena (con Mihaela)
- 2022 – Krasiv geroj (feat. Cvetelina Janeva)
- 2022 – Kradena ljubov (con Lorena)
- 2023 – Malkata belja
- 2023 – K'ăv săm jak
- 2023 – Kato predi (con Desi Slava)
- 2024 – Nedej, nedej
- 2024 – Kărtiš
- 2024 – Po-poleka (con Džena)
- 2024 – Mi amor (con Dessita)
- 2024 – Bom, bom
- 2024 – Meraklija
- 2025 – V očite mi (con Sofi Marinova)
- 2025 – Pravena v Bălgarija